# The Spitfire Boys
The Spitfire Boys fue una de las primeras bandas punk de Liverpool y la primera de ese lugar en sacar un sencillo: "British Refugee"/"Mein Kampf"; además es conocida también por incluir miembros que en futuro iban a dedicarse en proyectos musicales más famosos.
Rutherford formaría años después con su amigo Holly Johnson el famoso Frankie Goes To Hollywood; Wylie formaría Wah! Heat, Wha! y The Mighty Wah; Dave Littler pasaría a The Photons, al lado de Steve Strange; Budgie pasaría a Big In Japan, The Slits y Siouxsie and the Banshees.